# 1123
1123 (MCXXIII) fue un año común comenzado en lunes del calendario juliano.

## Acontecimientos
- Tiene lugar el I Concilio de Letrán, noveno Concilio ecuménico.
- Fundación del Municipio de Oporto.
- Canonización de San David.
- Madrid es declarado municipio libre vinculado a la corona (villa de realengo) cuyos privilegios son confirmados en 1123 (Carta de Otorgamiento, dada por Alfonso VII de León)

## Fallecimientos
- El 29 de agosto de 1123 el rey Øystein I de Noruega falleció repentinamente, en Hustad, tras un banquete.